# 湾岸ミッドナイト MAXIMUM TUNE 5
『湾岸ミッドナイト MAXIMUM TUNE 5/5DX/5DX PLUS』（わんがんミッドナイト マキシマムチューンファイブ/ファイブ デラックス/ファイブデラックス プラス）とは、バンダイナムコゲームスのアーケードゲーム部門（5DX、5DX PLUSではバンダイナムコエンターテインメントのアミューズメント部門で、現：バンダイナムコアミューズメント）より稼働されたアーケードレースゲーム。楠みちはる氏原作の漫画『湾岸ミッドナイト』を題材としたアーケードレースゲームの9・10・11作目で、湾岸ミッドナイト MAXIMUM TUNEシリーズの第7・8・9作目にあたる。

## 5のゲーム概要
2014年3月12日に稼働開始。稼働までの経緯として、2013年10月19日と20日に東京・横浜・大阪の3箇所でのロケテストの他、2014年2月15日から幕張メッセにて行われた「JAEPOジャパンアミューズメントエキスポ2014」に出展された（先着順で記念品のプレゼントがあった）。
前作よりロード時間が短縮されており、ゲーム内テロップも若干変更されている。
新コースに「箱根(大観山)」、「首都高3号渋谷線」、「首都高4号新宿線」、「首都高5号池袋線」、「首都高山手トンネル(中央環状線)」、新車種に日産・スカイライン(R30)、スバル・BRZ(ZC6)、トヨタ・86(ZN6)、BMW・M3クーペ(E92)、シボレー・コルベットスティングレイ(C2)、マツダ・サバンナGT(S124)、メルセデス・ベンツ・SLKクラス(R172)、三菱・ギャランVR-4(E39A)、RUF・Rt35が登場した。
前作と同じくALL.Netに対応し、稼動後もネットを介したオンラインアップデートでコースや車種など順次追加要素が配信されている。
価格については、今作から新規に導入する場合はドライブ筐体2台+ターミナル1台で328万円(SDセット)、前作からのアップグレードキット2台用(SDセット)で138万円、4台用(DXセット)258万円となっている。
なお、前作「4」と同じく2017年2月1日の2:00をもってオンラインサービス終了となり、マキシ5版の湾岸マキシ.NETも終了した。
| エリア       | コース名                | スタートランプ（又は地点） |
| ------------ | ----------------------- | -------------------------- |
| C1           | C1内回り                | 汐留ランプ                 |
| C1           | C1内回り                | 神田橋ランプ               |
| C1           | C1外回り                |                            |
| C1           | 芝公園ランプ            |                            |
| 八重洲線     | 八重洲線内回り          | 汐留JCT                    |
| 八重洲線     | 八重洲線外回り          | 神田橋ランプ               |
| 八重洲線     | 八重洲線外回り          | 京橋JCT                    |
| 新環状       | 新環状左周り            | 有明ランプ                 |
| 新環状       | 新環状右周り            | 木場ランプ                 |
| 副都心       | 副都心3号・4号          | 渋谷ランプ                 |
| 副都心       | 副都心3号・4号          | 高樹町ランプ               |
| 副都心       | 副都心3号・4号          | 代官町ランプ               |
| 副都心       | 副都心5号・山手トンネル | 新宿ランプ                 |
| 副都心       | 副都心5号・山手トンネル | 西池袋ランプ               |
| 副都心       | 副都心5号・山手トンネル | 北池袋ランプ               |
| 湾岸線       | 湾岸線東行き            | 大黒ふ頭ランプ             |
| 湾岸線       | 湾岸線東行き            | 空港中央ランプ             |
| 湾岸線       | 湾岸線西行き            |                            |
| 湾岸線       | 臨海副都心ランプ        |                            |
| 横羽線       | 横羽線上り              | 汐入ランプ                 |
| 横羽線       | 横羽線上り              | 羽田ランプ                 |
| 横羽線       | 横羽線下り              |                            |
| 横羽線       | 芝浦ランプ              |                            |
| 横浜         | みなとみらい内回り      | 新山下ランプ               |
| 横浜         | みなとみらい内回り      | みなとみらいランプ         |
| 横浜         | みなとみらい外回り      |                            |
| 横浜         | 東神奈川ランプ          |                            |
| 名古屋       | 名古屋高速環状          | 丸の内ランプ               |
| 大阪         | 阪神高速環状            | 道頓堀ランプ               |
| 福岡         | 福岡都市高速            | 姪浜ランプ                 |
| 箱根         | 箱根                    | 往路                       |
| 箱根         | 箱根                    | 復路                       |
| 箱根(大観山) | 箱根(大観山)            | 上り(早川料金所)           |
| 箱根(大観山) | 箱根(大観山)            | 下り(ドライブイン大観山)   |
| 首都高一周   | 東京エリア              | 芝浦ランプ                 |
| 首都高一周   | 神奈川エリア            | 芝浦ランプ                 |
| 首都高一周   | 副都心エリア            | 北池袋ランプ               |
- 前作から引き継いだコースにも改良が加えられた。

- 前作では福岡都市高速(西行き)と(東行きで)分かれていたが今作より西行きと東行きがなくなり、福岡都市高速に統一された。

ストーリーモード
前作と変わらないが、一部のエピソードにおいてBGMが変更されている。また、ライバルが先にフィニッシュしたとき、「画面がブラックアウトする」から「プレイヤーが先にフィニッシュした時と同じ」仕様に変更された。勝敗に応じてセリフが変わるのは相変わらず。
ストーリークリア特典は、BGMは前作と同じで、新たにストーリー1周無敗クリア3回目でレース用メーター（青）、ストーリー1周無敗クリア4回目でレース用メーター（カーボン）が入手できる。
ストーリー1周クリア後に再生されるエンディングの映像は4と同じだが、2015年4月1日に会社名がバンダイナムコゲームスからバンダイナムコエンターテインメントに変更されたことにより、2015年4月1日以降のエンディングのスタッフロールに表示される会社名がバンダイナムコエンターテインメントに変更された。
全国分身対戦モード
基本的には前作までの分身対戦モードと同一だが、前作までのプレイした筐体に記録された分身との対戦から、ALL.Netを介して他店舗から検索された分身と対戦できるようになる。
検索機能は前作と同一だが、6桁の検索番号が今作よりなくなっている。
2014年10月版のアップデートでは、分身連勝チャレンジが新たに追加された。
乱入対戦モード
2014年6月版のアップデートではエクストリーム乱入対戦が新たに追加された。更に乱入された時、乱入対戦のBGMが流れるタイミングが、「挑戦者参上!」のテロップが表示された後に「乱入対戦の選択画面に変わったとき」から「挑戦者参上!」のテロップが表示された瞬間に変更された。
タイムアタックモード
副都心コースが追加された。

### 湾岸マキシ.NET
今作よりサービスが始まり、5の情報を登録したカードと、バンダイナムコIDを所持していれば基本無料で利用可能。(既に4のマイページを利用している人ならそのIDを使用可能)
なお、5では2017年2月をもってオンラインサービスが終了したため5のデータを利用したサービスができなくなった。また、湾岸マキシ.NET自体も次回作『湾岸ミッドナイト MAXIMUM TUNE 6』ではスマートフォンアプリ『湾岸ナビゲーター』との連動となるため2018年8月末をもってサービス終了となり、湾岸マキシ.NETの全ての機能が利用できなくなった。

#### 無料でできること
お気に入り称号保存
お気に入りに入れている称号はいつでも入れ替えて付けることが可能。
プレミアムサービス会員は登録上限数が無料会員よりも上がる。
車削除機能
間違って登録してしまった場合などに、車両を削除できる機能。情報は完全に削除される。湾岸ターミナルから筐体で削除予約をする必要がある。
BGMプレイリスト機能
プレミアムサービス会員は登録上限数が無料会員よりも上がる。
モバイルターミナル
マイページ機能が強化され、より詳細なゲームプレイデータを見ることが可能になる。
インターネットランキング強化
アルバム

#### プレミアムサービス会員のみできること
プレミアムサービスは月額324円。決済方法は携帯キャリア決済等。 
.EXTRAスクラッチ
スクラッチカードの結果により登録番号・マキシゴールド・ドレスアップパーツを獲得できる。登録番号についてはレアリティが設定されており、ゾロ目・キリ番・53-68などはレアリティが非常に高い。
毎日1回無料でスクラッチができ、2回目以降は1回ごとにマキシGを1000G使用しスクラッチができる。
バナコインを使用してスクラッチができ、無料でスクラッチができる時よりもレア度が高いドレスアップパーツ等が貰えたりできる。
のちに無料会員でもスクラッチができるようになったがバナコインしか使用できず一部のアイテムしか出現しない（逆にプレミアムサービス会員が無料会員専用スクラッチをすることはできない）。
サービス終了に伴い2018年7月末をもって終了する（無料会員用EXTRAスクラッチは5月末をもって終了）。
ネームプレートのみ次回作『湾岸ミッドナイト MAXIMUM TUNE 6』に引き継がれ、それ以外は引き継がれない。
.NETイベント
プレミアムサービス会員のみ参加可能なイベントを開催。
タコメーターとスタンプのみ次回作『湾岸ミッドナイト MAXIMUM TUNE 6』に引き継がれ、それ以外は引き継がれない。
.NET専用ボディカラーの特別仕様車を使用可能。
これらの車種は作成済みである場合、全て『湾岸ミッドナイト MAXIMUM TUNE 6』に引き継がれる。

### 前作からの引継ぎ
- 前作 4からの引き継ぎも湾岸ターミナルから行うことができた。
- シリーズ作史上初のランク上限がアップし、「SSS級」が「SSS9級～SSS1級」に細分化され、最高ランクが「SSSS級」にアップした。「SSS級」は「SSS9級」になる。「4」からの引き継ぎ時に条件を達成している場合その達成状況によりランクが上記のいずれかに割り振られる。
- 称号、タイムアタックの成績、対戦スタイルを除くほぼすべてのデータが引き継がれる（これまで獲得したマキシコインは分身撃破トロフィーに変換）。
- すべてのカードが一律無敗でゲーム開始となる。

### バージョンアップ
※バグ修正は除く
2014年5月版
ミニステッカー（10種類）、ホイール（3種類）、C2コルベット用ステッカー（5種類）が追加。挑戦状が届いた際の画面でリベンジできる相手の数が表示されるようになった。またアザーカーのハイエースがH200系になった。
2014年6月版
エクストリーム乱入対戦で「新環状コース」が追加。
2014年7月版
ミニステッカー（8種類）、ホイール（2種類）、ステッカー（1種類）が追加。
2014年8月版
ミニステッカー（9種類）、ホイール（2種類）、ステッカー（2種類）が追加。
2014年9月版
新車種にSOARER 2.5GT TWIN TURBO（JZZ30）、GLORIA Gran Turismo ULTIMA（Y33）が追加。
2014年10月版
全国分身対戦に「分身連勝チャレンジ」が追加。エクストリーム乱入対戦で「名古屋高速環状」「福岡都市高速」が追加。C2コルベット用ステッカー（5種類）、シボレー車（C2コルベットを除く）用ステッカー（2種類）、メルセデスベンツ用ステッカー（2種類）が追加。
2015年2月版
エクストリーム乱入対戦に「箱根コース」が追加。新車種にLEVORG、STAGEA Autech Version 260RSが追加。
2015年5月版
ショップグレードシステムのシステム変更。エアロパーツセット（1種類）、ボンネット（1種類）、ホイール（13種類）、ステッカー（11種類）、ミニステッカー（52種類）、カスタムGTウイングが追加。
2015年7月版
新コースに「箱根（大観山）」が追加。新車種にCamaro Z28、500E（W124）が追加。Z4 sDrive35is (E89)が通常車種として解禁。
2015年10月版
新車種にEUNOS ROADSTER（NA6CE）、WRX STI（GVB）が追加。

## 5DXのゲーム概要
- 2015年12月15日に稼働された『5』のバージョンアップ版。

同年7月23日に公式サイトで発表。発表段階では「DX」のタイトルロゴは「3DX」と同じだったが、10月20日の先行情報でリファインされた。新車種にアウディから、R8、RS4アバント（B8）、ダッジからバイパー、チャージャー、BMWからM3 CSL（E46）、M1、メルセデス・ベンツから190E 2.5-16 Evolution II (W201)、SLS AMGが追加された。新コースには阪神高速3号・臨港道路が追加された。稼働当初早朝は用意されておらず、乱入対戦時バグで選択出来る場合があったが、見えない壁があるなど未完成コースであった。2016年4月14日のアップデートで正式に早朝が追加された。

### 5からの変更点
- 挑戦状の要素がスタンプに変更された。スタンプを集め、リターン数を集めるとターミナル背景[注 9]が手に入る。
- 都道府県チャレンジの対戦相手が自分と同じレベルの5台から選べるようになった。リニューアルに伴い、都道府県チャレンジは引き継ぎ後は1周目からのスタートとなる。また、分身撃破トロフィーを20個集めていないと遊べなくなった。
- 新曲が4曲登場した事により、ストーリーモードの一部エピソードでBGMが変更された。
- 2016年4月14日のアップデートでRUF・RCTの追加にあたり、ストーリーモードに登場するブラックバードの型式ベースが19話以降CTRからRCTに変更された。
- 副都心エリアが渋谷・新宿エリアと池袋エリアに2分割され、副都心（池袋）のコースが大幅に変更、それに伴い、タイムアタックの首都高1周（副都心エリア）が削除された。
- 乱入対戦モードのエクストリーム乱入対戦が廃止された。2016年4月14日のアップデートでは、エクストリーム乱入で使われたC1エリアと大阪エリアの逆走コースと箱根のミラーコースが乱入対戦で追加された。

### 5からの引継ぎ
- 前作 5からの引き継ぎも湾岸ターミナルから行うことができる。
- 称号、タイムアタックの成績、対戦スタイル、都道府県チャレンジの進行度を除くほぼすべてのデータが引き継がれる。
- すべてのカードが一律無敗でゲーム開始となる。

### アップデート
2016年4月14日版
阪神高速3号・臨港道路で早朝が追加。乱入対戦に3つの裏コース（「C1」「大阪」「箱根」）が追加。新規車種にRUF・RCT、湾岸マキシ.NETプレミアム会員専用車でROADSTER S Special Package(ND5RC)が追加された。
2016年7月21日版
新車種にM6 Gran Coupe (F06)、2002 Turbo (E20)、LAUREL 25 Club-S TURBO Type X (GC35)、MARK II TOURER V (JZX100)、湾岸マキシ.NETプレミアム会員専用車でGT-R NISMO（R35）が追加。湾岸ターミナルでターミナルスクラッチの機能が追加された。

### その他
- 稼働当初、まだ解禁されていない車種が選択できるバグが見つかり翌16日に修正された。
- 阪神高速3号・臨港道路では神戸アンパンマンこどもミュージアム&モールが登場する。

## 5DX PLUSのゲーム概要
- 2016年12月15日に稼働された『5DX』のバージョンアップ版。

新メーカーにランボルギーニからCountach LP400とAventador LP700-4、ホンダからNSX(NA1)とNSX(NC1)が登場。本作稼働から9ヵ月後に発売された、同じくバンダイナムコエンターテインメントから発売されているPS4用レースゲーム『Project CARS2』では、本作のキービジュアルを飾る『アヴェンタドール』と『NSX(NC1)』が収録されている。新コースには広島高速が追加。登場当初は早朝が用意されていなかったが、2017年7月4日のアップデートで早朝が追加された。なお海外版の5DX PLUSでは、いきなり早朝が用意されている。
尚、今作稼働後には「湾岸ミッドナイトチャレンジカップ2017」が開催された。限定車種になっており、使用車種車はランボルギーニからは「アヴェンタドール」、「カウンタック」。ホンダからは「新型NSX」「旧型NSX」となっている。優勝者はアヴェンタドールを操る「えびす」が優勝した。

### 5DXからの引継ぎ
- 前作 5DXからの引き継ぎはドライブマシン及び湾岸ターミナルから行うことができる。
- 称号、チーム、チームステッカー設定、分身対戦の「友達をロックする」設定、湾岸マキシ4のBGM、湾岸マキシ.NETのマイプレイリスト除くほぼすべてのデータが引き継がれる。
- すべてのカードが一律無敗でゲーム開始となる。

### 5DXからの変更点
- スタンプの種類が前作より増えた。
- アトラクト画面にて、店内乱入対戦募集中!と乱入対戦で現在○連勝中!のテロップが表示されるようになった。
- 各コースに設置されている看板とエンディングのクレジットにホンダとランボルギーニが表示されるようになった。
- 2016年にマツダ自動車の会社ロゴがリファインされたことに併せて、本作稼働開始より、マツダ自動車の会社ロゴもリファインされた。

### 全国分身対戦モード
- 基本的な内容は前作5DXと同じだが、本作より全国1位争奪戦に続く新たな期間限定イベント、『VS海外分身イベント』が実装された。普段は対戦することができない海外版湾岸マキシシリーズのプレイヤーの分身と対戦できる。また参加するだけで開催終了後の後夜祭にも参加できる。こちらのモードは分身撃破トロフィーが20個集めないと参加できない。

### ストーリーモード
- 新曲が4曲追加され、湾岸マキシ4のBGMが新たにストーリーモード1周目クリア特典となった。ストーリーモードの各ステージのデフォルトBGMも4以降と比べると最も大きく変更されている。無敗特典は5から変更はなく、1周目クリア（無敗・有敗問わず。以下同様。）で「4」の音楽が使用可能となり、更にストーリーモード最初の周限定で乱入対戦無料コンティニューチケットが手に入る。有効期限は無期限。2周目クリアで「3・3DX・3DX PLUS」の音楽が使用可能となり、3周目クリアで10人抜きモードの音楽が使用可能となり、4周目クリアで「1・2」の音楽が使用可能となり、5周目クリアで「R」の音楽が使用可能となる。前作でストーリーモードを1周以上クリアしている場合ももう一度ストーリーモードを周回クリアしないと、「4」の音楽が手に入らない。